# 1706 au théâtre
| Années du théâtre : 1703 - 1704 - 1705 - 1706 - 1707 - 1708 - 1709    |
| Décennies du théâtre : 1670 - 1680 - 1690 - 1700 - 1710 - 1720 - 1730 |

## Événements
- juillet : Jean-Jacques Quesnot de La Chênée prend la direction du théâtre de Gand.
- Joseph de Pestels prend la direction du Théâtre de La Monnaie à Bruxelles.

## Pièces de théâtre représentées
- 11 février : The Revolution of Sweden (en), tragédie de Catharine Trotter, Londres, Her Majesty's Theatre.
- 4 juin : L'Avocat Patelin, comédie de David Augustin de Brueys, Paris, Comédie-Française.
- 25 novembre : The Platonick Lady (en), comédie de Susanna Centlivre, Londres, Her Majesty's Theatre.
- Le Père prudent et équitable, ou Crispin l’heureux fourbe, comédie de Marivaux, Limoges, troupe de théâtre amateur.

## Naissances
- janvier : Edward Kynaston, comédien anglais, né en 1640.
- 6 avril : Louis de Cahusac, auteur dramatique français, mort le 22 juin 1759.

## Décès
- avril : John Banks, auteur dramatique anglais, né vers 1650.